# ジョン・ロジャース (1881年生)
ジョン・ロジャース（John Rodgers 、1881年1月15日-1926年8月27日）はアメリカ海軍の軍人、最終階級は大佐。
アメリカ海軍航空隊における初期のパイロットの一人で、海軍パイロット第2号である。ロジャース家は名だたる海軍軍人を代々にわたって輩出した家柄である

## 一族
同名の曽祖父は米英戦争や第一次バーバリ戦争で活躍し、同名の祖父は南北戦争で活躍。海軍大尉・司令長官として測量艦隊を率い日本来航し滞在調査をしている。父のウィリアム・レッドヤード・ロジャース（海軍兵学校（アナポリス）1878年組）も米西戦争で活躍した。母方の曽祖父は黒船来航のマシュー・ペリーであり、初期の航空パイロットであるカルブレイス・ロジャースはいとこにあたる。ロジャースはいわば「サラブレッド」であった。

## 生涯

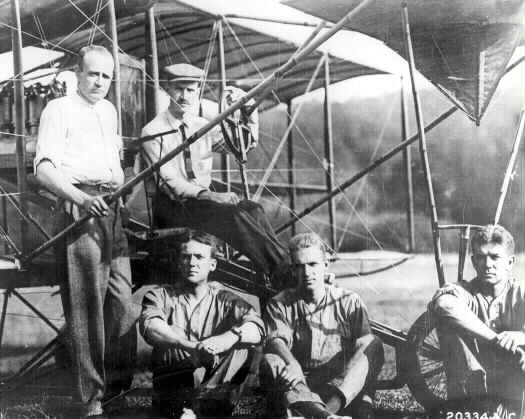
海軍パイロット第1号から第3号（1911年）。座っている人物は、右からエリソン（第1号）、タワーズ（第3号）、ロジャース（第2号）

ジョン・ロジャースは1881年1月15日にワシントンD.C.に生まれる。アナポリスに進んだロジャースは、1903年に卒業。卒業年次から「アナポリス1903年組」と呼称されたこの世代の同期には、のちに海軍作戦部長となるハロルド・スタークがいる。艦船勤務を経て1911年に航空に進み、海軍パイロット第2号となる。1911年9月、中尉に昇進したロジャースはアナポリスの敷地内でオービル・ライトが提供したライト モデルBの飛行を行い、アメリカ海軍における航空のさきがけの一つとなった。
このあと、ロジャースは潜水艦関連の役職にも就き、1916年には大西洋艦隊潜水部隊第1潜水隊の司令となり、アメリカが第一次世界大戦に参戦するとコネチカット州ニューロンドンのニューロンドン潜水艦基地司令となった。大戦終結後はヨーロッパに派遣され、北海における掃海作業の功績により殊勲章を受章した。1925年までの間にさまざまな役職に就いたのち、1925年には戦闘艦隊航空部隊で空母「ラングレー」の指揮を執った。
この1925年、ロジャースは海軍が開発したPN9-1飛行艇により、カリフォルニア州からハワイまでの無着陸横断を試みる。遠征はアレン・P・スノーディ中尉が指揮するPN9-3飛行艇とともに行われたが、PN9-3のエンジントラブルに付き合わされて予定が5時間遅れることになった。2機の飛行艇は8月31日にサンフランシスコ近辺のサンペドロ湾を飛び立ったものの、翌9月1日に燃料不足に陥って立ち往生を余儀なくされる。ロジャースは飛行を継続するため、翼の材料をもって即席の帆を作り、捜索する船か航空機を待った。9日後、機はカウアイ島ナウィリウィリ海浜公園まで15マイルに達したところで潜水艦R-4 (USS R-4, SS-81) に発見され、海岸まで曳航された。
無着陸横断飛行への挑戦ののち、ロジャースはアメリカ海軍航空局に入って次官を務め、1926年にはサンディエゴ海軍航空基地への実験水上偵察機隊の設置に尽力したが、1926年8月27日にワシントンからフィラデルフィアの海軍基地に向けて航空機を操縦中、デラウェア川上空で機体にトラブルが発生して乗機が川の中に墜落し、殉職した。45歳没。ロジャースはアーリントン国立墓地に埋葬されている。
1943年竣工のフレッチャー級駆逐艦「ジョン・ロジャース」 (USS John Rodgers, DD-574) とスプルーアンス級駆逐艦「ジョン・ロジャース」 (USS John Rodgers, DD-983) は、ロジャースと同名の曽祖父および祖父を記念して命名された。これまでにも曽祖父および祖父を記念した「ロジャース」と命名された艦が3隻、「ジョン・ロジャース」と命名された艦が1隻存在しており、それらも後年遡って「3人のジョン・ロジャースを記念しての命名」とされた。また、ハワイ州オアフ島にあるホノルル国際空港（現ダニエル・K・イノウエ国際空港）は、1927年の開港当初John Rodgers Airportと命名されていた。現在、同島のカラエロア空港が、別名として「ジョン・ロジャース・フィールド」と命名されている。